# SACO最終報告
SACO最終報告（さこさいしゅうほうこく、英語: SACO Final Report）とは、沖縄に関する特別行動委員会（英語: Special Action Committee on Okinawa、SACO）が1996年12月2日に取りまとめた最終報告である。沖縄県内の11施設・約5,002ヘクタールの返還計画のほか、一部訓練の移転や騒音軽減措置、日米地位協定の見直しなどが盛り込まれた。

## 概要
在日米軍の基地が集中する沖縄県では、1995年9月に発生した沖縄米兵少女暴行事件などを契機に県民総決起集会を始めとする反基地運動が活発化した。同年11月、県と日本国政府の間に沖縄の米軍基地について協議する機関である「沖縄米軍基地問題協議会」が、日米両政府の高官レベルの協議機関としてSACOが、それぞれ設置された。SACOは在日米軍基地が集中する沖縄県における米軍施設及び区域を整理・統合・縮小するための方策をとりまとめ、日米合同委員会とともに綿密な協議を行い日米安全保障協議委員会（SCC）に対する勧告を作成した。
1996年4月15日のSACO中間報告を経て、同年12月2日のSCCにおいて、池田行彦外務大臣、久間章生防衛庁長官、ウイリアム・ペリー国防長官及びウオルター・モンデール駐日大使によってSACO最終報告が承認され、その中で「この最終報告に盛り込まれた計画及び措置は、実施されれば、沖縄県の地域社会に対する米軍活動の影響を軽減することとなろう」とされた。
翌12月3日の閣議決定『沖縄に関する特別行動委員会の最終報告に盛り込まれた措置の実施の促進について』においては「法制面及び経費面を含め、政府全体として十分かつ適切な措置を講ずることとする」とされており、SACO関係経費は日本国政府の在日米軍関係経費の一部として予算計上されている。なお、日米地位協定第4条で米軍は基地返還時の原状回復義務を負わないとされており、跡地の原状回復は原則日本側が返還後に行っている。

## 内容

### 土地の返還
沖縄県における米軍の施設及び区域の総面積の約21パーセント（約5,002ヘクタール）が返還されることが謳われた。対象は以下の11施設。
- #1. 普天間飛行場
- #2. 北部訓練場
- #3. 安波訓練場
- #4. ギンバル訓練場
- #5. 楚辺通信所
- #6. 読谷補助飛行場
- #7. キャンプ桑江
- #8. 瀬名波通信施設
- #9. 牧港補給地区
- #10. 那覇港湾施設
- #11. 住宅統合（キャンプ桑江及びキャンプ瑞慶覧）

#### 11施設の詳細

##### 1. 普天間飛行場
普天間飛行場の返還については附属文書『普天間飛行場に関するSACO最終報告（英語: The SACO Final Report
on Futenma Air Station）』が出され、SACO最終報告の不可分の一部をなすものとされている。
1996年9月のSACO現状報告では、普天間飛行場代替施設（英語: Futenma Replacement Facility、FRF）について、ヘリポートの嘉手納飛行場への集約、キャンプ・シュワブにおけるヘリポートの建設、海上施設の開発及び建設 の3案を検討するよう求められたが、SCCはその後「米軍の運用能力を維持するとともに、沖縄県民の安全及び生活の質にも配意するとの観点から、最善の選択」として海上施設案を追求するとのSACO勧告を承認した。
（a）海上施設の建設を追求し、普天間飛行場のヘリコプター運用機能の殆どを吸収する。この施設の長さは約1,500メートルとし、計器飛行への対応能力を備えた滑走路（長さ約1,300メートル）、航空機の運用のための直接支援、並びに司令部、整備、後方支援、厚生機能及び基地業務支援等の間接支援基盤を含む普天間飛行場における飛行活動の大半を支援するものとする。海上施設は、ヘリコプターに係る部隊・装備等の駐留を支援するよう設計され、短距離で離発着できる航空機の運用をも支援する能力を有する。

（b）岩国飛行場に12機のKC-130航空機を移駐する。これらの航空機及びその任務の支援のための関連基盤を確保すべく、同飛行場に追加施設を建設する。
（c）現在の普天間飛行場における航空機、整備及び後方支援に係る活動であって、海上施設又は岩国飛行場に移転されないものを支援するための施設については、嘉手納飛行場において追加的に整備を行う。
（d）危機の際に必要となる可能性のある代替施設の緊急時における使用について研究を行う。この研究は、普天間飛行場から海上施設への機能移転により、現有の運用上の柔軟性が低下することから必要となるものである。

（e）今後5乃至7年以内に、十分な代替施設が完成し運用可能になった後、普天間飛行場を返還する。—ＳＣＣの決定、普天間飛行場に関するSACO最終報告
沿革
- 1996年12月2日：普天間飛行場に関するSACO最終報告で、「今後5乃至7年以内に、十分な代替施設が完成し運用可能になった後」返還するとされる[1]。
- 1997年
  - 12月21日：名護市民投票が実施され、条件付きを含む反対票が条件付き賛成を僅差で上回る[注釈 8][17][20][21]。
  - 12月24日：比嘉鉄也名護市長がFRF受け入れを表明し辞職[17]。
- 1999年
  - 11月22日：稲嶺惠一沖縄県知事[注釈 9]がFRF建設地を辺野古沿岸域と発表[17][20][21]。
  - 12月27日：岸本建男名護市長[注釈 10]が条件[注釈 11]付きでFRF受け入れを表明[17][21]。
  - 12月27日：日本国政府が『普天間飛行場の移設に係る政府方針』を閣議決定[21][22]。
- 2002年7月29日：尾身幸次沖縄・北方担当相、中谷元防衛庁長官、川口順子外相、稲嶺知事、岸本市長が『普天間飛行場代替施設の使用協定に係る基本合意書』に合意[21]。
- 2003年11月16日：ドナルド・ラムズフェルド国防長官が普天間飛行場を視察し、危険性を指摘[注釈 12][21]。
- 2004年8月13日：沖国大米軍ヘリ墜落事件[21]。
- 2005年
  - 10月29日：SCCにて『日米同盟：未来のための変革と再編（英語: U.S.-Japan Alliance:Transformation and Realignment for the Future）』が合意され、「柔軟な危機対応のための地域における米海兵隊の再編」の中で普天間飛行場移設の加速・SACO最終報告の着実な実施が勧告される[21][24]。
  - 11月11日：『平成17年10月29日に実施された日米安全保障協議委員会において承認された事項に関する当面の政府の取り組みについて』閣議決定[21]。
- 2006年
  - 2月4日：FRF沿岸案について、退任間際の岸本名護市長が受け入れ拒否のコメント[21]。
  - 4月7日：現行計画『普天間飛行場代替施設の建設に係る基本合意書』に、額賀福志郎防衛庁長官と島袋吉和名護市長[注釈 13]が合意[21][25]。
- 2009年
  - 7月19日：民主党の鳩山由紀夫代表が、FRFについて「最低でも県外の方向で積極的に行動したい」と発言[26]。
  - 9月16日：鳩山由紀夫内閣発足。その後、辺野古への移設は事実上白紙となり、嘉手納基地や鹿児島県・徳之島などへの移設が模索されるも、米国や地元の理解が得られず混迷[26]。
- 2010年
  - 5月4日：沖縄を訪問した鳩山首相が、FRFの県内回帰を表明[21][26]。
  - 5月28日：同日の日米共同声明を確認し、普天間飛行場移設先を名護市辺野古周辺にするとした政府方針を閣議決定。閣議決定への署名を拒んだ福島瑞穂社会民主党党首が消費者担当相を罷免される[26][27][28]。
- 2017年7月31日：東側沿いの土地約4ヘクタールが返還[29]。
- 2019年2月24日：辺野古米軍基地建設のための埋立ての賛否を問う県民投票実施。反対多数[注釈 14][30]。

#土地の返還TOPに戻る

##### 2. 北部訓練場
対象区域
- 沖縄県最大の米軍区域・施設である[31]、北部訓練場の過半 (約3,987ヘクタール）を返還[1][32]。
- 特定の貯水池（約159ヘクタール）についての共同使用を解除[注釈 15][1][32]。

条件
- 北部訓練場から海への出入のための土地（約38ヘクタール）及び水域（約121ヘクタール）を新たに米軍へ提供（1997年度末までを目処）[注釈 16][1][36][37][38]。
- ヘリコプター着陸帯（ヘリパッド）を、返還される区域から北部訓練場の残余の部分に移設[1][36]。

沿革
- 1996年12月2日：SACO最終報告で、共同使用解除の目処が2002年度末までとされる[1]。
- 1998年12月17日：返還の条件とされていた、宇嘉川河口の土地（381,845m2）と水域（約121ヘクタール）を追加提供[32]。
- 2002年6月：日本国政府が環境影響評価条例に準拠した環境影響評価の手続きを開始[注釈 17][3]。
- 2007年10月31日：道路用地として、約9ヘクタールが返還[32]。
- 2016年12月22日：SACO最終報告の対象区域が返還される。沖縄県内の米軍専用施設面積の約2割に相当し、沖縄の本土復帰後の返還としては最大規模となった[39][32][36]。
- 2017年12月25日：土壌汚染調査や廃棄物処分などの支障除去措置を実施のうえで、日本国政府から地権者に対し跡地が引き渡される[注釈 18][注釈 19][14][43][44]。

課題
- 高江ヘリパッド問題：旧ヘリパッド7個の代替施設として[注釈 20]、V-22（オスプレイ）対応の新ヘリパッド6個が計画され[注釈 21]、北部訓練場に隣接する東村高江の集落の周辺に配置されることとなった[注釈 22]。新ヘリパッドの運用による高江住民の生活への影響が懸念されるとともに、活動家らによる抗議活動や私的検問なども行われた[46][47][48][49]。
- 返還地の原状回復問題：跡地は返還後に日本国政府による支障除去措置が実施されたものの、地権者への引き渡し後も米軍由来と見られる廃棄物の検出が報告されている[14][50][51]。
- 世界自然遺産登録問題：返還地に隣接していたやんばる国立公園は、奄美・琉球[注釈 23]の一部として世界自然遺産登録の推薦区域とされていた。しかし、2008年に国際自然保護連合（IUCN）は「資産の分断等において、生態学的な持続可能性に重大な懸念がある」ことなどを理由に記載延期が適当とし、沖縄島の北部訓練場返還地を推薦地に統合する等の調整を必要に応じて行うことを勧告した[53]。地元の東村及び国頭村は、国立公園の指定や世界自然遺産への登録による返還跡地の有効活用を目指すとして、北部訓練場の早期返還を要望し[39]、返還後の2018年6月29日に返還地を含む約3,700ヘクタールがやんばる国立公園区域に編入された[54]。国内法に基づく規制の及ばない訓練場が遺産推薦区域に隣り合う状態が続いていることへの懸念の声もあったものの、環境省の担当者は現地調査の感触を「IUCN側は隣接する返還地の取り扱いに関心が高かった。将来的な保護担保措置が具体的になったのは登録の後押しになる」とした[54]。2021年、第44回世界遺産委員会拡大会合において、「奄美大島、徳之島、沖縄島北部及び西表島」の世界遺産一覧表への記載が決定。世界自然遺産登録の悲願は成就した[55][56]。

#土地の返還TOPに戻る

##### 3. 安波訓練場
対象区域
- 安波訓練場の全域 (約480ヘクタール) の共同使用を解除[1]。
- 水域 (約7,895ヘクタール) の共同使用を解除[1]

条件
- 北部訓練場から海への出入のための土地及び水域の提供（#2. 北部訓練場を参照）[1]。

沿革
- 1996年12月2日：SACO最終報告で、共同使用解除の目処が1997年度末までとされる[1]。
- 1998年
  - 11月19日：米合同委員会において、安波訓練場の返還条件として、土地及び水域の追加提供を合意[36]。
  - 12月17日：返還の条件とされていた、宇嘉川河口の土地（381,845m2）と水域（約121ヘクタール）を追加提供[32]。
  - 12月22日：全部返還[57]。

#土地の返還TOPに戻る

##### 4. ギンバル訓練場
対象区域
- ギンバル訓練場全域（約60ヘクタール）が返還[1][58]

条件
- ヘリパッドを金武ブルー・ビーチ訓練場に移設[1]
- その他の泥土施設等をキャンプ・ハンセンに移設[1]

沿革
- 1996年12月2日：SACO最終報告で、返還目処は1997年末までとされる[1]。
- 2001年5月31日：個人住宅用地約40m2が返還[58]。
- 2005年3月31日：住宅用地約126m2が返還[58]。
- 2007年
  - 6月12日：儀武剛金武町長が「苦渋の決断」としてSACO最終報告に基づくギンバル訓練場の返還条件の受け入れを表明[3][59][60]。
  - 6月14日：金武町議会が12日の町長表明を承認する宣誓文を賛成多数で可決[3]。
- 2008年1月24日：日米合同委員会で、ヘリパッドのブルー・ビーチ訓練場移設を条件に、全面返還合意[3]。
- 2011年7月31日：全部返還[注釈 24][注釈 25][58]。

#土地の返還TOPに戻る

##### 5. 楚辺通信所
対象区域
- 読谷村の楚辺通信所（約53ヘクタール）が返還[1]

条件
- アンテナ施設及び関連支援施設をキャンプ・ハンセンに移設[1]

沿革
- 1996年12月2日：SACO最終報告で、返還目処は2000年度末までとされる[1]。
- 1999年4月13日：金武町が楚辺通信所の受け入れを表明[3]。
- 2006年12月31日：全部返還[注釈 26][69]。

#土地の返還TOPに戻る

##### 6. 読谷補助飛行場
対象区域:
- 読谷補助飛行場（約191ヘクタール）が返還[1]

条件
- パラシュート降下訓練を伊江島補助飛行場に移転[1]
- 楚辺通信所を移設（#5. 楚辺通信所を参照）[1]

沿革
- 1996年12月2日：SACO最終報告で、返還目処は2000年度末までとされる[1]。
- 1999年
  - 3月24日：伊江村当局が条件付きでパラシュート降下訓練を受け入れ[3][70]。
  - 4月13日：金武町が楚辺通信所の受け入れを表明[3]。
- 2006年
  - 7月31日：約38ヘクタールが返還[3]。
  - 12月31日：全部返還[3]。

#土地の返還TOPに戻る

##### 7. キャンプ桑江
対象区域
- キャンプ桑江の大部分（約99ヘクタール）が返還[1]

条件:
- キャンプ桑江内の海軍病院をキャンプ瑞慶覧に移設[1]
- キャンプ桑江内の残余の施設をキャンプ瑞慶覧又は沖縄県の他の米軍の区域に移設[1]

沿革
- 1996年12月2日：SACO最終報告で、返還目処は2007年度末までとされる[1]。
- 2003年3月31日：北側約38.4ヘクタールを先行返還[71][72][73]。
- 2004年9月30日：先行返還部分の土地を、地権者に引き渡し[72]。
- 2012年5月25日：跡地利用特措法の特定駐留軍用地に指定される[74][75]。

#土地の返還TOPに戻る

##### 8. 瀬名波通信施設
対象区域
瀬名波通信施設 (約61ヘクタール)が返還
条件
- マイクロ・ウェーブ塔を含む部分 (約0.1ヘクタール) の保持[1][76][77]

沿革
- 1996年12月2日：SACO最終報告で、返還目処は2000年度末までとされる[1]。
- 2000年8月17日：楚辺区の区民総会でトリイ通信施設への移設が了承される[3]。
- 2002年3月1日：日米合同委員会において、アンテナ等を含む通信システム、管理・運用施設及び付帯施設をトリイ通信施設内に移設することを条件に、返還が合意される[3]。
- 2006年9月30日：対象区画返還[77]。
- 2006年10月2日：マイクロ・ウェーブ塔がある残余区域がトリイ通信施設に結合される[77]。

#土地の返還TOPに戻る

##### 9. 牧港補給地区
対象区域
牧港補給地区の国道58号と隣接する地（約3ヘクタール）が返還（道路拡幅のため）
条件
返還により影響を受ける施設の残余部分への移設
沿革
- 1996年12月2日：SACO最終報告で、返還目処は2017年末までとされる[1]。
- 1997年5月14日：土地約40m2が返還[78]。
- 2001年9月30日：国道58号への接続道路用地約12,100m2が返還[78]。
- 2013年

  - 8月31日：北側進入路約1ヘクタールが返還[29][78]。
- 2015年
  - 12月4日：菅義偉内閣官房長官とキャロライン・ケネディ駐日米国大使が「沖縄における在日米軍施設・区域の統合のための日米両国の計画の実施」を発出。国道58号隣接地返還を2017年度中に実現するために、速やかに必要な作業を開始するとされる[79][80]。
  - 12月17日：国道58号沿いの一部土地約3ヘクタールの先行返還について、日米合同委員会で合意[78]。
- 2018年3月31日：SACO最終報告の対象区域が返還される[注釈 27][29][82]。

#土地の返還TOPに戻る

##### 10. 那覇港湾施設
対象区域
那覇港湾施設（那覇軍港）全域（57ヘクタール）が返還
条件
浦添埠頭地区（約35ヘクタール）への移設と関連して実施
沿革
- 1996年12月2日：SACO最終報告に「返還を加速化するため最大限の努力を共同で継続する」ことが記載されるものの、返還目処は明記されず[1]。
- 2001年
  - 11月12日：儀間光男浦添市長が移設受け入れを表明[3][83]。
  - 11月16日：「那覇港湾施設移設に関する協議会」「那覇港湾施設移設受入に関する協議会」「県都那覇市の振興に関する協議会」が設置[3]。
- 2003年1月23日：「那覇港湾施設移設に関する協議会」において、防衛施設庁が提示した那覇軍港の代替施設の位置及び形状案について県・那覇市・浦添市が了承[3]。
- 2006年5月1日：SCCで承認された「再編の実施のための日米ロードマップ」において、那覇軍港代替施設に新たに集積場（約14ヘクタール）が追加される[3][84]。
- 2006年5月1日：「那覇港湾施設移設に関する協議会」において、防衛施設庁から提示された代替施設（集積場を含む約49ヘクタール）の位置・形状が、県・那覇市・浦添市に了承される[3]。
- 2013年2月10日：受け入れ先となる浦添市おいて、移設反対を公約に掲げる地元出身者の松本哲治が市長選挙に当選[85]。
- 2015年4月20日：松本浦添市長が「市益の最大化を図ることを考え、受忍すべきだと決断した」として公約を転換し、移設容認を発表[86]。
- 2020年8月4日：松本浦添市長が主張していた沿岸部南側への移設案（「南側案」）[注釈 29]に対し、防衛省・国土交通省・米軍との協議により、南側案は技術的に選択することはない旨が沖縄防衛局から伝えられる[87]
- 2020年8月18日：松本浦添市長が玉城デニー知事・城間幹子那覇市長と会談し、県と那覇市が推す「北側案」に同意する考えを提示。松本市長は、「これ以上の足踏みは許されない。北側への配置を受け入れることにした」「苦渋の決断」とした[87][88]。
- 2020年12月13日：沖縄県議会が那覇軍港の浦添埠頭地区への早期移設と浦添市西海岸開発計画の早期実現を求める決議と意見書の両案を可決[89]。

#土地の返還TOPに戻る

##### 11. 住宅統合（キャンプ桑江及びキャンプ瑞慶覧）
対象区域
キャンプ桑江（約35ヘクタール。ただし、#7. キャンプ桑江に含まれる）及びキャンプ瑞慶覧の一部（約83ヘクタール）。
沿革
- 1996年12月2日：SACO最終報告で、住宅統合による返還目処は2007年末までとされる[1]。
- 2006年5月1日：SCCで承認された「再編の実施のための日米ロードマップ」において、キャンプ瑞慶覧の返還検討対象は「部分返還及び残りの施設とインフラの可能な限りの統合」と記載される[84][90]。
- 2010年7月31日：嘉手納弾薬庫地区へのゴルフ場移設完了に伴い、キャンプ瑞慶覧泡瀬ゴルフ場地区（約47ヘクタール）が返還[注釈 30][92]。
- 2013年
  - 4月：「沖縄における在日米軍施設・区域に関する統合計画」が日米両政府によって発表され、沖縄住宅統合（英語: Okinawa Housing Consolidation、OHC）については、既に建設が合意されている56戸に加え、さらに家族住宅約910戸の新規建設が返還条件に含まれる[3][93][90]。
  - 5月17日：キャンプ瑞慶覧の一部区域[注釈 31]が、跡地利用特措法の特定駐留軍用地に指定される[74]。
- 2015年3月31日：キャンプ瑞慶覧西普天間住宅地区が返還[29][94]。
- 2020年3月31日：施設技術部地区内の倉庫地区の一部（約11ヘクタール）が返還[29][95][96]。

#土地の返還TOPに戻る

### 訓練及び運用の方法の調整

#### 県道104号線越え実弾砲兵射撃訓練
平成9年度中にこの訓練が日本本土の演習場に移転された後に、危機の際に必要な砲兵射撃を除き、県道104号線越え実弾砲兵射撃訓練を取り止める。—訓練及び運用の方法の調整、SACO最終報告（仮訳）
県道104号超え実弾砲兵射撃訓練（英語: Artillery live-fire training over Highway 104）は、朝鮮戦争の前後からキャンプ・ハンセンで行われている訓練であり、金武町の近隣に砲座を設置して沖縄県道104号線を挟んで4キロメートルほど離れた金武岳・ブート岳などの恩納岳を着弾地とする形で行われてきた。沖縄返還後も1973年3月30日から実施され、2回めの4月24日から104号線の封鎖が行われている。演習の都度県民の生活道路が封鎖されるのみならず、着弾によって生じる騒音・振動・森林火災、そして使用される155ミリ榴弾砲の射程（約30キロメートル）が訓練区域の規模を超過することによる安全性への懸念などから、県による米軍や那覇防衛施設局（現・沖縄防衛局）に対する演習の中止・廃止要請が繰り返しなされており、本取り組みはこれらを受けて行われたものである。
防衛庁（当時）による移転先地元関係者との折衝の結果、「5か所すべての演習場の地元から、分散・実施についての理解が得られた」として、沖縄県道104号線越え実弾射撃訓練は矢臼別（北海道）・王城寺原（宮城県）・東富士（静岡県）・北富士（山梨県）・日出生台（大分県）で実施されることとなり（他県においても「沖縄県道104号線越え実弾射撃訓練」の名称で行われる）、1997年3月の180回目となる訓練を最後にキャンプ・ハンセンにおいては行われていない。
一方で、キャンプ・ハンセンでは小銃などを用いた実弾射撃訓練が引き続き行われており、「榴弾砲射撃の分の負担は確かに減ったが、根本的な問題は解決されていない」との地元の声もある。また、沖縄以外での訓練機会の拡大が米軍の練度維持と即応力強化に資する結果となっている側面もあり、移転訓練の範囲が日米合意の枠を超えて拡大しているとの批判もなされている。

#### パラシュート降下訓練
パラシュート降下訓練を伊江島補助飛行場に移転する。—訓練及び運用の方法の調整、SACO最終報告（仮訳）
読谷補助飛行場で行われていたパラシュート降下訓練においては、同飛行場が狭隘であったため提供敷地外への訓練兵の降下等が発生しており、1950年の燃料タンク落下における少女圧死事件や、1965年のトレーラー吊り下げ落下による少女圧死事件をはじめ、パラシュート降下訓練に関わる事故だけでも戦後から33件の事件が報告されている（2021年時点）。県や読谷村がパラシュート降下訓練の廃止と同施設の返還を強く要請した結果、SACO最終報告に基づき伊江島補助飛行場に移行することとなった（#6. 読谷補助飛行場を参照）。
しかし、伊江島補助飛行場は天候面での悪条件等訓練実施に対する制約が多いとされ、2007年1月25日の日米合同委員会において例外的な場合に限っての嘉手納飛行場利用が追加で確認された。これに基づき嘉手納飛行場でのパラシュート降下訓練が不定期に実施されているが、その常態化が懸念されており、2019年5月に岩屋毅防衛相が「米側に対し伊江島（補助）飛行場で実施するよう求めていく」としている。
一方で伊江村は、基地との共存で得た村の発展などの複雑な事情を抱えつつも、「読谷補助飛行場で実施されていた陸上のパラシュート降下訓練のみ容認しており、海域等の訓練は含まない」との立場であり、津堅島訓練場で行われている水域での訓練引受けに対しては島袋秀幸村長が反対を表明している。なお、伊江島補助飛行場で行われたパラシュート降下訓練においても、参加した兵士による民有地等への降下が発生している。

#### その他
- 公道における行軍についても言及され、運用改善がすでになされているものとされている[注釈 38][1]。

### 騒音軽減イニシアティヴの実施
騒音軽減イニシアティヴの実施として、以下が明記された。
- 嘉手納飛行場及び普天間飛行場における航空機騒音規制措置[注釈 39]
- KC-130ハーキュリーズ航空機及びAV-8ハリアー航空機の移駐[注釈 40]
  - 普天間飛行場配備KC-130の岩国飛行場移駐は、2014年8月26日に完了している[注釈 41][3]。
- 嘉手納飛行場における海軍航空機及びMC-130航空機の運用の移転[注釈 42]
  - 嘉手納飛行場配備MC-130は、1996年12月に従来の海軍駐機場から主要滑走路の北西に運用移転している[3]。
  - 2003年8月1日に沖縄市が海軍航空機の運用及び支援施設の移転受け入れを表明し、その後洗機場や駐機場の移転が行われている[3][90]。
- 嘉手納飛行場における遮音壁[注釈 43]
  - 嘉手納飛行場の遮音壁は、2000年7月に米軍に提供された[3][90]。
- 普天間飛行場における夜間飛行訓練の運用の制限[注釈 44]

### 地位協定の運用の改善
日米地位協定の運用の改善について、以下が明記された（一部要約）。
- 米軍航空機事故の調査報告書の提供手続に関する新しい日米合同委員会合意を実施し、米軍の部隊・装備品等及び施設に関係する全ての主要な事故につき、日本政府及び適当な地方公共団体の職員に対して適時の通報が確保されるよう務める。
- 日米合同委員会合意を一層公表することを追求する。
- 米軍の施設及び区域への立入に関する新しい手続を実施。
- 地位協定の下にある全ての人員を任意自動車保険に加入させる。
- 地位協定第18条6項の下の請求に関する支払い手続を改善するよう共同の努力を行う[注釈 45]
- 検疫手続きについては、12月2日に日米合同委員会により発表された更改された合意を実施する。
- キャンプ・ハンセンにおいては、米国における米軍の射場に適用されている手続と同等のものである米海兵隊の不発弾除去手続を引き続き実施する。
- 日米合同委員会において、地位協定の運用を改善するための努力を継続する。

## 進捗・現状
2002年4月27日、SCCは「ロードマップに示された計画を調整し、在沖海兵隊のグアムへの移転及び嘉手納飛行場より南の土地の返還について、普天間飛行場の代替施設に関する進展から切り離すことを決定するとともに、約9,000名の米海兵隊の要員がその家族と共に沖縄から日本国外の場所に移転されること」を確認した。
2006年5月1日、SCCは共同文書「再編実施のための日米のロードマップ」（英語: United States-Japan Roadmap for Realignment Implementation）を承認し、2014年までの米軍普天間基地辺野古移設・米海兵隊約8千人とその家族約9千人のグアム移転・嘉手納以南の米軍基地6施設の返還が盛り込まれたほか、SACO最終報告対象施設を含む土地の返還及び施設の共同使用のための詳細な計画を作成をすることが取り決められた
2013年4月、日米両政府は「沖縄における在日米軍施設・区域に関する統合計画」（英語: Consolidation Plan for Facilities and Areas in Okinawa、通称：嘉手納以南の基地返還計画）を発表した。
2021年時点で、SACO最終報告で土地の返還対象とされている11項目のうち、#1. 普天間飛行場・#7. キャンプ桑江・#10. 那覇港湾施設・#11. 住宅統合が未達成となっている。特に米軍基地整理縮小の象徴的な存在となっている普天間飛行場の返還については、2019年2月24日には「辺野古米軍基地建設のための埋立ての賛否を問う県民投票」（通称「県民投票」）が実施され、埋立て方式による普天間飛行場の辺野古移設に対する県民の反対意思が投票の7割以上をもって示されるなど、返還合意から25年が経過しても道筋が見えていない状況にある。

## 懸念・指摘

### 合意における「沖縄」の不在
日米両政府間で交わされたSACO最終報告については、沖縄側の参画がなく「頭越し合意」であるとの主張があり、市民団体等がSACO最終報告の再点検・検証を求めているほか、地元紙の琉球新報と沖縄タイムスは沖縄の「負担軽減」を掲げるSACOが米軍施設の刷新と機能拡大につながっているとする社説を掲載している。
2019年2月の「県民投票」（上述）後に、玉城デニー沖縄県知事は日米両政府に沖縄を加えた3者協議機関「SACO with OKINAWA」（SACWO）設置を提唱している。

### 輸送機飛行訓練
2012年、普天間飛行場への配備が予定されていたオスプレイ等の運用方針についてまとめた、米国海兵隊の「MV-22の普天間飛行場配備及び日本での運用に関する環境レビュー」（英語: Environmental Review for Basing MV-22 Aircraft at MCAS Futenma and Operating in Japan）が防衛省を通じて沖縄県に提出された。
この資料は「普天間飛行場における全体的な運用は11%減少する」としつつも米軍が訓練に適しているとみる施設では逆に飛行回数が増える内容であったことから、地元や左派政党を中心に反発を招くこととなった。SACO最終報告に基づき訓練や施設を受け入れた伊江村や金武町の負担増加が特に懸念され、伊江村の大城勝正村長は「防衛政策に協力してきた。そのうえの訓練増に納得できるはずがない」と述べ、金武町の儀武剛町長も「政府がだましているとしか思えない。強引なやり方を進めるなら基地の返還要求も考える」と当時コメントしている。

### 自衛隊のキャンプ・シュワブ共同使用合意
陸上自衛隊水陸機動団と米海兵隊のキャンプ・シュワブ共同使用の極秘合意が2015年に岩田清文陸幕長とローレンス・ニコルソン第3海兵遠征軍司令官（在沖米四軍調整官）の間で交わされていたことが、2021年1月に報じられるところとなった。これに対し玉城県知事は「全く話は聞いていない」と語り、SACO最終報告の再点検が必要になりうるとの認識を示した。

### 米軍に対する「SACO合意違反」の声
駐機場での騒音違反や外国基地所属機の飛来など、米軍に対する地元からの批判は依然継続しており、SACO合意違反を指摘する意見がある。